# Oceanside (Nueva York)
Oceanside es un lugar designado por el censo (en inglés, census-designated place, CDP) ubicado en el  municipio de Hempstead, en el condado de Nassau, estado de Nueva York, Estados Unidos. Según el censo de 2020, tiene una población de 32 637 habitantes.

## Geografía
La localidad está ubicada en las coordenadas 40°37′59″N 73°38′16″O / 40.63306, -73.63778 (40.63302, -73.637701). Según la Oficina del Censo, tiene una superficie total de 14.07 km², de la cual 12.77 km² corresponden a tierra firme y 1.30 km² están cubiertos de agua.

## Demografía
Según el censo de 2000, en ese momento los ingresos medios de los hogares de la localidad eran de $100,167 y los ingresos medios de las familias eran de $109,937. Los hombres tenían ingresos medios por $55,652 frente a los $40,163 que percibían las mujeres. Los ingresos per cápita para la localidad eran de $30,245. Alrededor del 3.5% de la población estaba por debajo del umbral de pobreza.
De acuerdo con la estimación 2017-2021 de la Oficina del Censo, los ingresos medios de los hogares de la localidad son de $125,130 y los ingresos medios de las familias son de $146,895. Los ingresos per cápita en los últimos doce meses, medidos en dólares de 2021, son de $53,997. Alrededor del 3.5% de la población está por debajo del umbral de pobreza.